# Friedrich Köhnlein
Friedrich Köhnlein (* 12. Dezember 1879 in Nürnberg; † 5. Juli 1916 im Département Somme) war ein deutscher Schachspieler und Schachkomponist.

## Leben
Köhnlein studierte in München Mathematik und Physik. Ab 1907 arbeitete er als Realschullehrer in Pirmasens, anschließend ab 1911 an der Kreisoberrealschule in Nürnberg. Zu Beginn des Ersten Weltkriegs wurde Köhnlein eingezogen und seit dem 1. Juli 1916 vermisst. Erst später ergaben lange Nachforschungen, dass Köhnlein am 5. Juli 1916 in der Schlacht an der Somme gefallen sein muss.

## Schachspieler
Köhnlein war ein starker Partiespieler und gewann 1908 das Hauptturnier A zum 16. Kongress des Deutschen Schachbundes in Düsseldorf. Bei dem Rundenturnier mit 14 Teilnehmern verlor Köhnlein nur eine Kurzpartie gegen den 15-jährigen späteren Schachweltmeister Alexander Aljechin.
Mit dem Gewinn des Hauptturniers A erwarb Köhnlein den Titel „Meister des Deutschen Schachbundes“ und war dadurch fortan zur Teilnahme an den Meisterturnieren des DSB berechtigt; so belegte er in Hamburg 1910 den geteilten 11. bis 14. Platz.

## Schachkomponist
Nach einer anfänglichen Beschäftigung mit Mattbildern, insbesondere in Form von Echos, komponierte Köhnlein später vorwiegend im neudeutschen Stil.
|   | a | b | c | d | e | f | g | h |   |
| 8 |   |   |   |   |   |   |   |   | 8 |
| 7 |   |   |   |   |   |   |   |   | 7 |
| 6 |   |   |   |   |   |   |   |   | 6 |
| 5 |   |   |   |   |   |   |   |   | 5 |
| 4 |   |   |   |   |   |   |   |   | 4 |
| 3 |   |   |   |   |   |   |   |   | 3 |
| 2 |   |   |   |   |   |   |   |   | 2 |
| 1 |   |   |   |   |   |   |   |   | 1 |
|   | a | b | c | d | e | f | g | h |   |

Lösung:

Weiß möchte mattsetzen, indem er seinen König nach f2 überführt und anschließend 5. Tg3 matt spielt. Schwarz verteidigt sich dagegen mit einer Selbsteinsperrung, die bei Ausführung der weißen Drohung nach 3. Ke1 b5 zum Patt führen würde. Bei der Ausführung der Pattidee überschreiten die schwarzen Figuren jedoch den Schnittpunkt auf b5, was Weiß seinerseits durch eine Nowotny-Verstellung ausnutzen kann.
1. Kb1–c1 Ld7–a4
2. Kc1–d1 Te5–a5
3. b4–b5! Ta5xb5
4. Sc7–e8 und 5. Se8–f6 matt
oder
3. … La4xb5
4. Sc7–d5 und 5. Sd5–f6 matt